# Gabriel Chesneau
Gabriel Chesneau, né le 8 janvier 1859 à Bordeaux, décédé le 29 avril 1937, est un ingénieur français, inspecteur général des mines et directeur de l'École nationale supérieure des mines de Paris de 1918 à 1929. Il s'est  illustré par ses recherches sur le grisou.

## Carrière
Longtemps actif dans la sécurité des mines, Gabriel Chesneau a été professeur de chimie générale puis d'analyse minérale à l'École des mines.

## Publications
- Sur les résultats obtenus au siège d'expériences de Frameries avec les explosifs de sûreté (1905)